# Dinastia pisteguínida

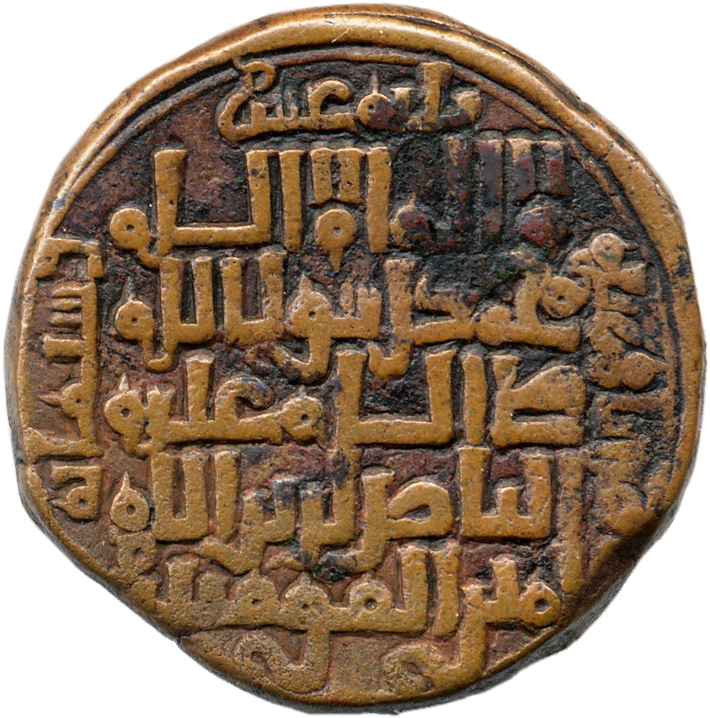
Moeda de Mamude ibne Pisquim c., citando o governante ildeguízida (atabegue) Muzafaradim Usbeque como suserano; datado de 1216/7

Os pisteguínidas (pišteginidas), bisquínidas (biškinidas) ou pisquínidas (piškinidas) foram uma dinastia de maleques (reis) no Irã que governou, de 1155 a 1231, Ahar e seu distrito adjacente como vassalos dos Emirado Xadádida de Arrã. A família descendia de um nobre georgiano capturado pelo sultão seljúcida Alparslano (r. 1063–1073) durante sua expedição de 1068 contra a Geórgia e trazido como prisioneiro ao Irã. A dinastia caiu perante as conquistas corásmias entre 1225 e 1231. Os dois últimos dinastas da família emitiram suas próprias moedas, colocando seus nomes ao lado dos do califa e do atabegue ildeguízida.